# Коновка (село)
Коно́вка — село в Україні, у Кельменецькій селищній громаді Дністровського району Чернівецької області.

## Історія
Біля села знаходиться трипільське поселення IV тис. до н. е.
Після завершення Другої світової війни у 1946—1947 роках жителі села пережили голод, селяни зазнали репресій та колективізації.
З 1991 року в складі незалежної України.
В 2021 році шляхом об'єднання сільських рад, село увійшло до складу Кельменецької селищної громади.

## Населення
Згідно з переписом УРСР 1989 року чисельність наявного населення села становила 691 особа, з яких 313 чоловіків та 378 жінок.
За переписом населення України 2001 року в селі мешкали 623 особи.

### Мова
Розподіл населення за рідною мовою за даними перепису 2001 року:
| Мова       | Відсоток |
| ---------- | -------- |
| українська | 96,83 %  |
| російська  | 2,38 %   |
| молдовська | 0,79 %   |

## Світлини

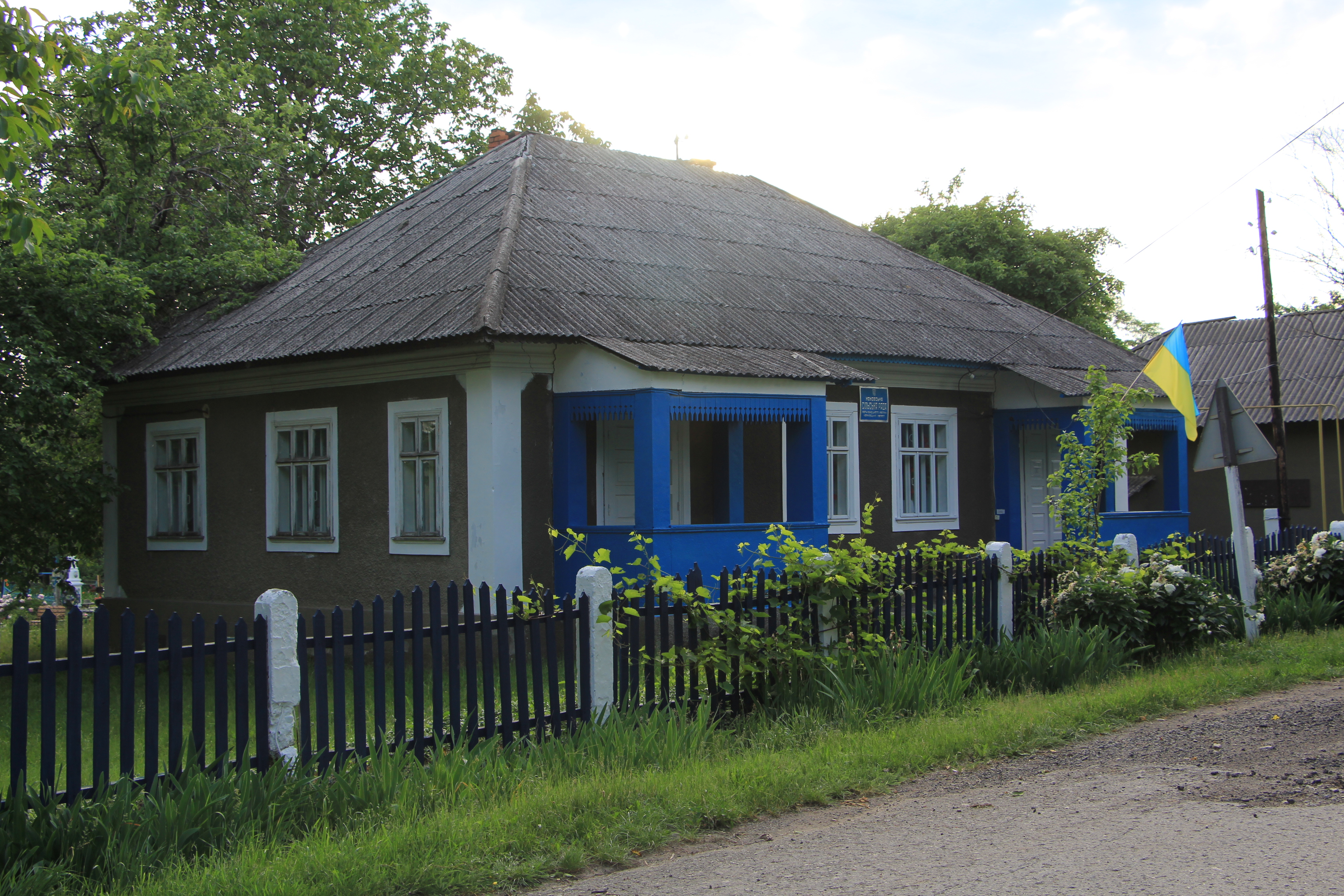
Сільська рада с. Коновка
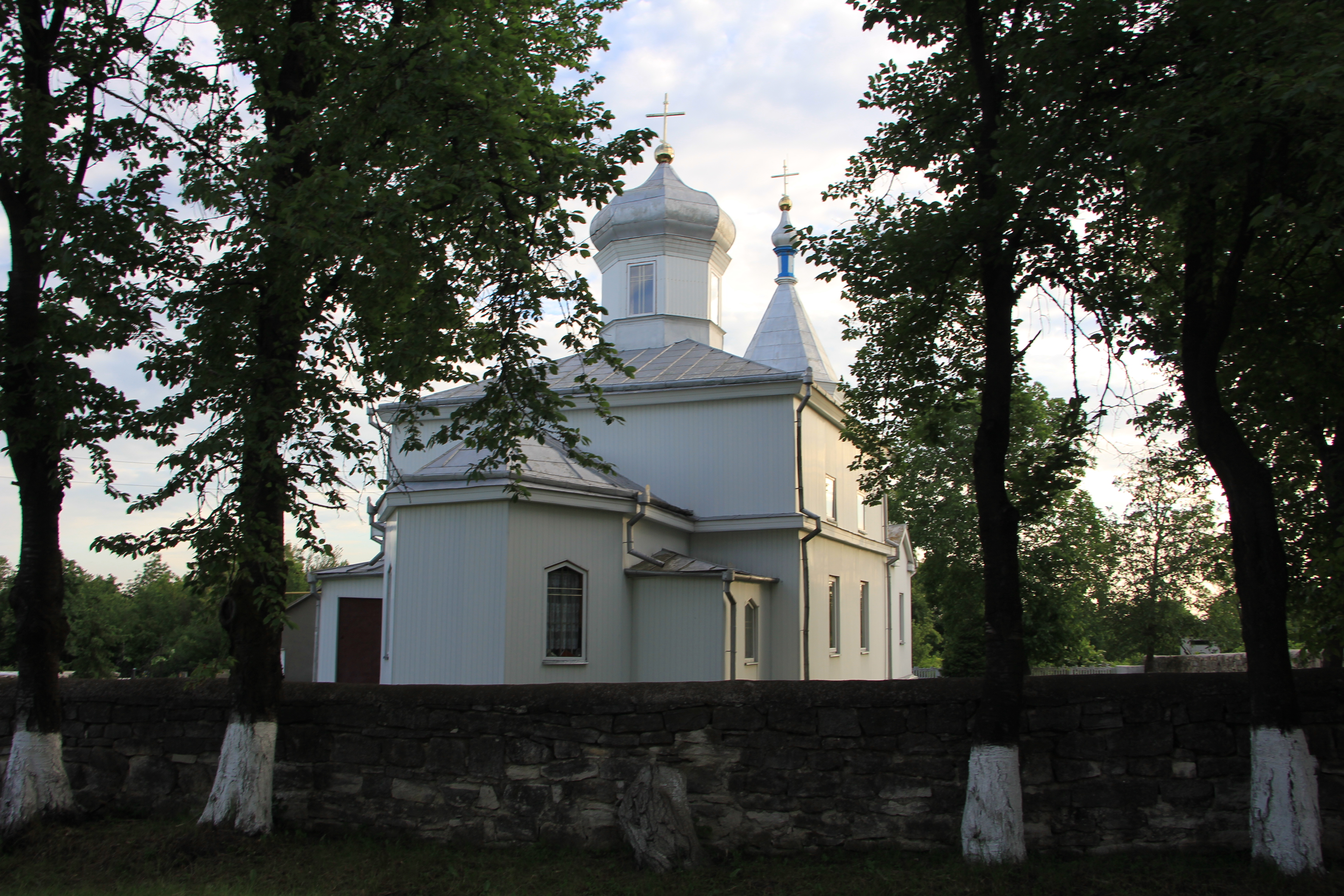
Церква Успіння Пр. Богородиці 1900 с. Коновка
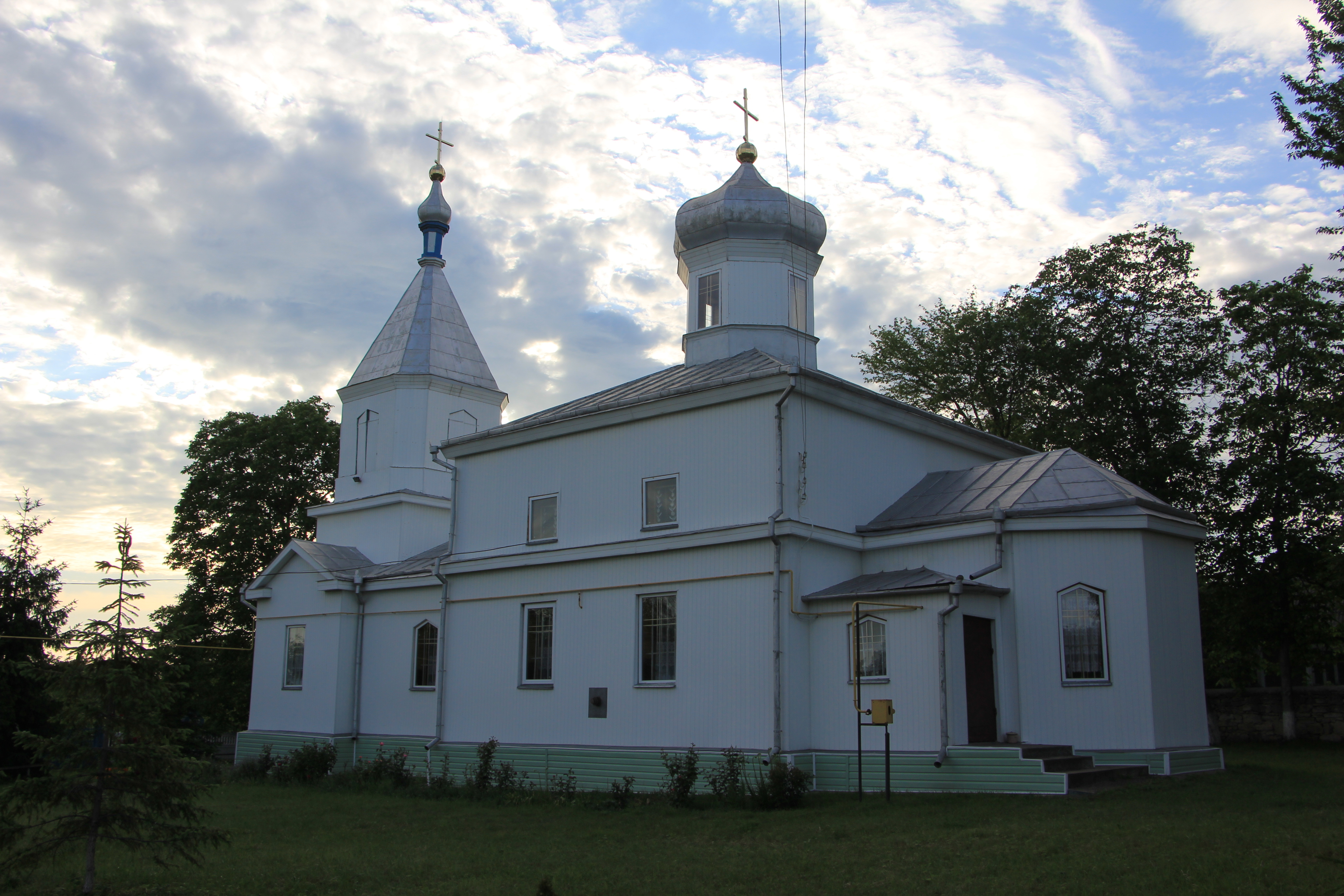
Церква Успіння Пр. Богородиці 1900 с. Коновка
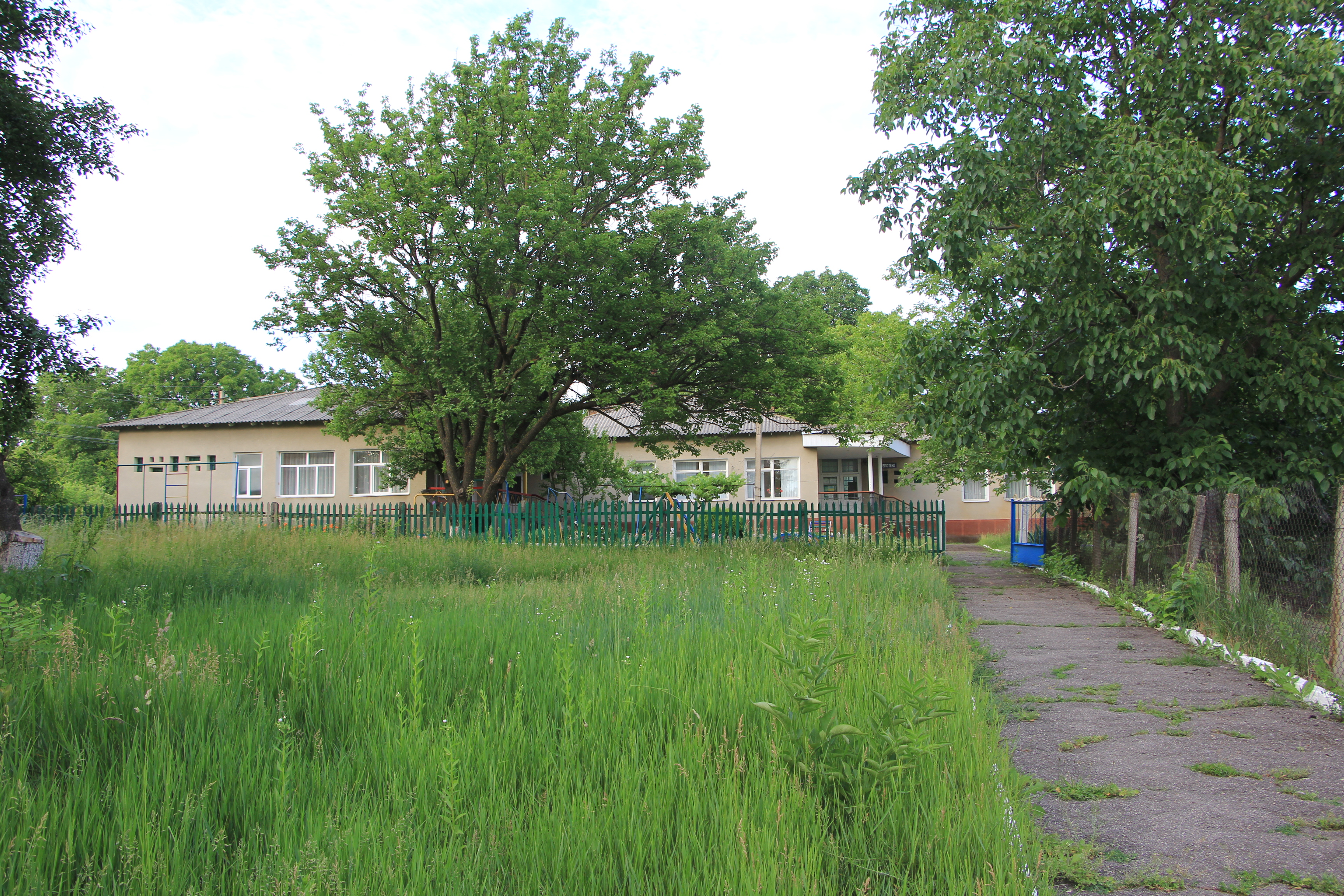
Бібліотека с. Коновка